# Тимохинский сельсовет (Егорьевский район)
Тимохинский сельсовет — упразднённая административно-территориальная единица, существовавшая на территории Московской губернии и Московской области до 1925 и в 1926—1939 годах.
Тимохинский сельсовет был образован в первые годы советской власти. По данным 1923 года он входил в состав Двоенской волости Егорьевского уезда Московской губернии.
В 1925 году Тимохинский с/с был присоединён к Двоенскому с/с, но уже 16 ноября 1926 года восстановлен.
В 1929 году Тимохинский с/с был отнесён к Егорьевскому району Орехово-Зуевского округа Московской области.
17 июля 1939 года Тимохинский с/с был упразднён. При этом его территория (селение Тимохино) была передана в Горский с/с.